# David Duke Jr.
Ne doit pas être confondu avec David Duke.
David Duke Jr., né le 13 octobre 1999 à Providence dans le Rhode Island, est un joueur américain de basket-ball évoluant aux postes de meneur et arrière.

## Biographie

### Carrière universitaire
Entre 2018 et 2021, il joue pour les Friars de Providence.
Le 2 avril 2021, il annonce qu'il se présente à la draft NBA 2021.

### Carrière professionnelle

#### Nets de Brooklyn (2021-2023)
Bien que non drafté, il signe un contrat two-way en faveur des Nets de Brooklyn le 16 octobre 2021.

#### Spurs de San Antonio (depuis 2023)
En décembre 2023, il signe un contrat two-way avec les Spurs de San Antonio.

### Vie privée
David Duke Jr. partage son nom avec David Duke, une personnalité politique d'extrême-droite connue pour être un responsable historique du Ku Klux Klan, ce qui lui vaut quelques difficultés dans sa vie personnelle et les médias.

## Statistiques

### Universitaires
Les statistiques de David Duke Jr. en matchs universitaires sont les suivantes :
| Saison    | Équipe     | Matchs | Titul. | Min./m | % Tir | % 3pts | % LF | Rbds/m. | Pass/m. | Int/m. | Ctr/m. | Pts/m. |
| --------- | ---------- | ------ | ------ | ------ | ----- | ------ | ---- | ------- | ------- | ------ | ------ | ------ |
| 2018-2019 | Providence | 34     | 34     | 24,7   | 38,7  | 29,7   | 68,9 | 2,60    | 2,10    | 0,70   | 0,30   | 7,10   |
| 2019-2020 | Providence | 31     | 31     | 32,2   | 40,9  | 42,0   | 79,3 | 4,20    | 3,10    | 1,50   | 0,40   | 12,00  |
| 2020-2021 | Providence | 26     | 26     | 37,1   | 38,7  | 38,9   | 79,2 | 6,30    | 4,80    | 1,20   | 0,30   | 16,80  |
| Carrière  | Carrière   | 91     | 91     | 30,8   | 39,4  | 37,7   | 76,9 | 4,20    | 3,20    | 1,10   | 0,30   | 11,50  |

### Professionnelles

#### Saison régulière
| Saison    | Équipe   | Matchs | Titul. | Min./m | % Tir | % 3pts | % LF | Rbds/m. | Pass/m. | Int/m. | Ctr/m. | Pts/m. |
| --------- | -------- | ------ | ------ | ------ | ----- | ------ | ---- | ------- | ------- | ------ | ------ | ------ |
| 2021-2022 | Brooklyn | 22     | 7      | 15,5   | 36,1  | 24,3   | 81,0 | 3,00    | 0,80    | 0,60   | 0,30   | 4,70   |
| Carrière  | Carrière | 22     | 7      | 15,5   | 36,1  | 24,3   | 81,0 | 3,00    | 0,80    | 0,60   | 0,30   | 4,70   |

## Distinctions personnelles
- Second-team All-Big East (2021)